# Waltraud Wolff

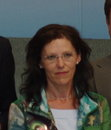
Waltraud Wolff

Waltraud Katharina Wolff (* 15. März 1956 als Waltraud Katharina Rudolf in Weißandt-Gölzau) ist eine deutsche Politikerin (SPD) und war von 1998 bis 2017 Mitglied des Deutschen Bundestages.

## Leben und Beruf
Waltraud Wolff stammt aus einem christlichen Elternhaus, weshalb ihr das Abitur verwehrt blieb. Sie machte eine Ausbildung zur Grundschullehrerin. Nach mehreren kritischen Äußerungen am DDR-System wurde sie im Jahr 1980 faktisch mit Berufsverbot belegt. Nach der Wende war sie wieder als Lehrerin tätig und war unter anderem einige Jahre lang die Direktorin der Gerhard-Schöne-Schule in Wolmirstedt. Wolff hat vier Kinder.

## Partei
Waltraud Wolff trat 1991 in die SPD ein. Die zuvor Parteilose gehörte ab 1993 dem Vorstand des SPD-Kreisverbandes Ohrekreis an und war 1995 bis 2006 Vorsitzende dieses Kreisverbandes. Außerdem war sie von 1994 bis 2002 und 2004 bis 2013 Mitglied des SPD-Landesvorstandes in Sachsen-Anhalt. Von 2004 bis 2015 war Wolff stellvertretende Vorsitzende des AfA-Landesverbandes Sachsen-Anhalt.

## Abgeordnete
Waltraud Wolff verfügt über eine lange kommunalpolitische Erfahrung. Sie gehörte von 1990 bis 1994 dem Kreistag des Landkreises Wolmirstedt und von 1994 bis 1998 dem Gemeinderat von Zielitz an. Seit 2004 ist sie Stadträtin in Wolmirstedt und wurde 2007 Mitglied im Kreistag Börde. Dort war sie auch stellvertretende Kreistagsvorsitzende bis Mai 2016.
Waltraud Wolff war von 1998 bis 2017 Mitglied des Deutschen Bundestages. Nachdem sie von 2000 bis 2004 stellvertretende Sprecherin war, wurde sie im Juni 2004 Sprecherin der Arbeitsgruppe Verbraucherschutz, Ernährung und Landwirtschaft der SPD-Bundestagsfraktion, die im November 2005 in Arbeitsgruppe für Ernährung, Landwirtschaft und Verbraucherschutz umbenannt wurde. Im Jahre 2009 wechselte sie in den Ausschuss für Umwelt, Naturschutz und Reaktorsicherheit und in die Enquete-Kommission Wachstum, Wohlstand, Lebensqualität des Deutschen Bundestages.
Ab Januar 2014 war Wolff Mitglied im Ausschuss für Arbeit und Soziales. Darüber hinaus war sie stellvertretendes Mitglied im Ausschuss für Angelegenheiten der EU. Die Schwerpunkte ihrer Arbeit im Ausschuss Arbeit und Soziales waren die europäische Arbeits- und Sozialpolitik sowie die Politik für Menschen mit Behinderung. Sie war Mitglied in der Arbeitsgruppe Inklusion der SPD-Bundestagsfraktion. Diese Gruppe treibt durch Gesetzesinitiativen und Aufmerksamkeit für dieses Anliegen die Teilhabe aller Gesellschaftsgruppen voran.
Auf Fraktionsebene gehörte Wolff von 2007 bis 2014 dem erweiterten Fraktionsvorstand an. Als stellvertretende Sprecherin der Landesgruppe Ost, die aus allen ostdeutschen SPD-Bundestagsabgeordneten besteht, stärkte Wolff bis 2015 die Aufmerksamkeit für Herausforderungen und Anliegen Ostdeutschlands. Seit 2010 stärkte sie als Sprecherin der Landesgruppe Sachsen-Anhalt die Anliegen aus diesem Bundesland.
Waltraud Wolff zog 1998, 2002 und 2005 als direkt gewählte Abgeordnete des Wahlkreises Elbe-Havel-Gebiet und Haldensleben – Wolmirstedt bzw. seit 2002 des Wahlkreises Elbe-Havel-Gebiet in den Bundestag ein. Bei der Bundestagswahl 2005 erreichte sie hier 37,4 % der Erststimmen.
Wolff scheiterte bei der Bundestagswahl 2009 am 27. September 2009 im Bundestagswahlkreis Börde – Jerichower Land (Wahlkreis 68) beim Kampf um das Direktmandat mit 22,4 % der Erststimmen. Sie zog dennoch in den Bundestag ein, weil sie auf Platz 1 der SPD-Landesliste war. Im Bundestagswahlkampf 2013 erhielt Wolff 23,1 % der Erststimmen. Sie zog auch dieses Mal als Zweitplatzierte über die Landesliste erneut in den Bundestag ein. Zur Bundestagswahl 2017 trat sie nicht mehr an.

## Weiteres Engagement
Waltraud Wolff ist seit 2014 Landesvorsitzende der Lebenshilfe e. V. in Sachsen-Anhalt. Zusätzlich ist sie Mitglied in den folgenden Gruppierungen:
- IG BCE
- Deutsches Rotes Kreuz
- Naturschutzbund Deutschland (NABU)
- Gesellschaft der Freunde des Dessau-Wörlitzer Gartenreiches
- Fördermitglied Landesfrauenrat Sachsen-Anhalt e. V.
- Kinderschutzbund KV „Börde“ e. V.
- Parkinsonhilfe Deutschland e. V.
- LIBa e. V. (Besser essen. Mehr bewegen.)
- Oikocredit Förderkreis Mitteldeutschland e. V.
- Lebenshilfevereinigung Landkreis Börde e. V.